# Анна ван Эгмонд
Анна ван Эгмонд, также Анна ван Бюрен (нидерл. Anna van Buren, крещена в марте 1533, Граве — 24 марта 1558, Бреда) — графиня ван Бюрен, Лердам и Линген из нидерландского дома Эгмонд, госпожа ван Эгмонд, Эйсселстейн, Синт-Мартенсдейк, Кортгене, Кранендонк, Борсселе, Граве, Ярсвелд и Одейк. Первая из четырёх жён штатгальтера Нидерландов Вильгельма I Оранского.

## Биография
Анна была единственным ребёнком и наследницей в семье нидерландского военачальника и капитан-генерала Максимиллиана ван Эгмонда и его супруги Франсуазы де Ланнуа, сеньоры де Ланнуа, Санте и Троншьенна. После смерти отца в 1548 году Анна официально становится графиней ван Бюрен, Лердам, Линген и т. д. Приобретённое её отцом графство Линген Анна продала при вступлении в брак императору Священной Римской империи Карлу V за 120 тысяч золотых гульденов. Девушка происходила из ван Эгмондов, одной из старейших и знатнейших аристократических фамилий Нидерландов. К этому роду принадлежали и борцы за свободу Нидерландов Ламораль ван Эгмонд и Филипп де Монморанси, граф Горн.
Её мать и отец были знатными. Максимилиан были командующим армией Карла V, сначала в споре с Гелдерном, а затем в походе в немецких районах против Шмалькальденского союза. Позднее он исполнял обязанности генерал-капитана и штатгальтера Фрисландии, Гронингена и Оверэйселса, а также в его обширных владениях вокруг Бюрена и в Зеландии. Учитывая его высокое положение, отец Максимилиан был в хороших отношениях с Карлом V (1500—1558), тогдашним императором Священной Римской империи, королем Испании и герцогом Габсбургских Нидерландов и его сестрой Марией Австрийской (1505—1558), наместницей Габсбургов в Нидерландах. Анна выросла в дворянском окружении, центром которого был двор наместника в Брюсселе. Разговорным языком был французский, который Анна изучала в дополнение к нидерландскому языку и на котором она впоследствии переписывалась с Вильгельмом Оранским, более известным позже как Вильгельм Молчаливый. Была ли и насколько серьёзно она подготовлена к управлению обширными владениями, принадлежащими графству Бюрен, неизвестно. Её отец неожиданно умер при дворе в Брюсселе в 1548 году, по сообщениям, одетый в полные доспехи и окружённый его приближёнными, но в отсутствие его жены и дочери. На смертном одре Максимилиан договорился о будущей свадьбе Анны и Вильгельма Нассау, принца Оранского, одного из самых выдающихся молодых дворян того времени и того же возраста, что и его дочь. Анна сменила Максимилиана в должности графини ван Бюрен. Ей было всего пятнадцать лет, и она была одной из самых завидных невест. Карл V и Мария Австрийская поддержали это обязательство.
8 июля 1551 года Анна выходит в Бюрене замуж за Вильгельма I Оранского-Нассау, наследника княжества Оранж. Благодаря браку на столь богатой и знатной наследнице Вильгельм не только приобрёл значительные земельные владения в Нидерландах, но и стал обладателем графского титула ван Бюрен, а также породнился с влиятельным родом Эгмонд. К моменту бракосочетания и Вильгельм, и его невеста исповедовали католическую религию. Согласно имеющимся источникам и сохранившимся письмам, брак Вильгельма и Анны был исключительно благополучным. Супруги жили попеременно в замках Бюрен и Бреда. В этом браке у Анны родились трое детей:
- Мария (1553—1555)
- Филипп-Вильгельм (1554—1618), принц Оранский
- Мария (1556—1616), с 1595 замужем за графом Филиппом фон Хоэнлоэ-Нойенштейн.

После ранней смерти матери дети воспитывались при дворе правительницы Нидерландов Марии Австрийской.
Анна ван Эгмонд осталась в истории единственной нидерландкой — супругой правителей Нидерландов из дома Оранских. Титул графов ван Бюрен с тех пор принадлежит нидерландским монархам. В память о связи графини Анны с Вильгельмом Оранским город Бюрен получил второе название — Ораньестад.
Вильгельм часто был при дворе, но также и на фронте в Эно и Артуа, как командующий армией в войнах с Францией. Он отправил Анне сорок семь писем. Её письма к нему были утеряны. Письма в основном дышат домашней атмосферой, а также любовью. Несколько раз Вильгельм выражает свою признательность за то, как Анна справляется со своими делами во время его отсутствия. Вильгельм написал большинство писем Анне, когда он был в военном лагере. Анна редко следовала за своим мужем в походах и путешествиях. Только когда он был вызван в 1555 году для присяги Филиппу II в качестве нового государя, Вильгельм спросил Анну, приедет ли она также в Брюссель.
У нас есть только косвенные данные о жизни Анны ван Эгмонд. Однако, как графиня ван Бюрен и особенно как принцесса Оранская, она, должно быть, играла ведущую роль вместе со своим мужем в мире высокой знати голландских регионов. Из четырёх жён, которые были у Вильгельма Оранского, она наименее известна. Для этого есть разные причины. Она жила, когда Вильгельм всё ещё находился на службе у герцога, и революция ещё не началась, ей было всего 25 лет на момент смерти, и её дети позже сыграли второстепенную роль, не в последнюю очередь потому, что Филипп-Вильгельм в юношеском возрасте был арестован как заложник и доставлен в Испанию.
В начале 1558 года Анна должна была отправиться в Дилленбург с Вильгельмом, но из-за болезни поездка была отменена. Она умерла от болезни в марте того года. Вильгельм оплакивал жену и также заболел вскоре после её смерти. Он получил соболезнования от многих высокопоставленных лиц, включая Филиппа II, который послал гонца с утешениями. В то время конфликта между Вильгельмом и Филиппом ещё не было. Анна ван Эгмонд была похоронена в Большой церкви в Бреде. Её сын Филипп-Вильгельм унаследовал графство Бюрен. Позже он оставил его своему сводному брату Морицу, сделав его частью владений династии Оранье-Нассау.

## Портреты Анны Ван Эгмонт
Единственная картина, изображающая Анну ван Эгмонт в королевских коллекциях Голландии, на самом деле может быть копией утраченной картины.
Портрет молодой женщины, написанный Питером Пурбусом, впервые выставленный в 2017 году в Брюгге, а затем в музее Гауда в 2018 году, может быть портретом Анны Ван Эгмонт.
Вскоре после открытия выставки в Музее Гауда искусствовед Марк Кувенберг опубликовал подробную статью, в которой обращает внимание на большое сходство этого портрета с портретом Анны Ван Эгмонт, принадлежащим королевской коллекции Гааги.
Марк Куэнберг описывает эту картину в другой статье Как "Мону Лизу" Пурбуса